# Кукуштан
Кукуштан — посёлок в Пермском крае России. Входит в Пермский район (муниципальный округ).

## География
Посёлок расположен на правом берегу реки Бабка в месте впадения в неё реки Куштанка (ранее известной как Кокуштан, от неё произошло название посёлка). Находится в 42 км к югу от Перми и в 36 км к северо-западу от Кунгура.
Через посёлок проходит железнодорожная Транссибирская магистраль (участок Пермь — Екатеринбург), имеется станция Кукуштан. Здание станции построено по типовому проекту архитектора Вольсова.
По западному краю посёлка проходит автодорога Р242 «Пермь — Кунгур — Екатеринбург», от неё на запад отходит автодорога к городу Оса.
С запада к посёлку примыкает деревня Ключики. Имеется один мост через Бабку (на левом берегу расположены деревня Зайково и дачные посёлки).

## Население
| 1963 | 1970  | 1979  | 1989  | 2002  | 2010  | 2021  |
| ---- | ----- | ----- | ----- | ----- | ----- | ----- |
| 6670 | ↗7573 | ↘6712 | ↘5829 | ↘4994 | ↗5650 | ↘5539 |

Основная масса работоспособного населения работает в сфере обслуживания, либо в городе Перми.

## История
В 1905 году начато строительство железной дороги Пермь—Кунгур. К этому периоду относится строительство станции Кукуштан. Посёлок основан при железнодорожной станции, возникшей в 1909 году при строительстве Транссиба. Впоследствии к Кукуштану было присоединено село Бабка.
В 1910 году открыта земская начальная школа. В 1915 году построен Кукуштанский дрожжевой завод. В 1925 году силами общественности построен клуб железнодорожников.
В 1963 году Кукуштану присвоен статус посёлка городского типа (рабочего посёлка).
30 марта 1970 года построен широкоформатный кинотеатр «Октябрь». В 1986 году на площади перед кинотеатром установлен памятник кукуштанцам, погибшим в Великой Отечественной войне.
Ранее в посёлке была развитая деревообрабатывающая промышленность: Бизярский леспромхоз, деревообрабатывающий завод, мебельная фабрика. В течение 1990-х и 2000-х практически все предприятия распались. Кукуштанский дрожжевой завод был закрыт в 2004 году.
В 1999 году в связи с утратой градообразующего предприятия Кукуштан преобразован в сельский населённый пункт (посёлок).
С 2004 до 2022 гг. посёлок являлся административным центром Кукуштанского сельского поселения Пермского муниципального района.

## Инфраструктура
В посёлке находятся промышленные предприятия, а также пожарная часть № 50, предприятие коммунального хозяйства РЭМ-сервис, лесоучасток Кунгурского лесхоза, лесничество, отделение связи.